# Škarda
Škarda – wyspa leżąca w chorwackiej części Morza Adriatyckiego i należąca do Archipelagu Zadarskiego. Jest położona na północny zachód od wyspy Ist. Jej powierzchnia wynosi 3,78 km², a długość linii brzegowej 12,322 km.
W latach 90. XX wieku wyspa uległa całkowitej depopulacji. W 2001 roku odnotowano zamieszkiwanie wyspy przez 4 osoby.